# Esqui cross-country nos Jogos Olímpicos de Inverno da Juventude de 2016
As competições de esqui cross-country nos Jogos Olímpicos de Inverno da Juventude de 2016 foram disputadas no Estádio Cross-Country Birkebeineren, em Lillehammer, na Noruega, entre os dias 13 e 18 de fevereiro. Seis eventos foram realizados, sendo que a prova do cross-country cross foi disputada pela primeira vez.

## Calendário
| Fevereiro           | 12 | 13 | 14 | 15 | 16 | 17 | 18 | 19 | 20 | 21 |
| ------------------- | -- | -- | -- | -- | -- | -- | -- | -- | -- | -- |
| Esqui cross-country |    | 2  |    |    | 2  |    | 2  |    |    |    |

|  | Dia de final |

## Qualificação
Cada país pode enviar um máximo de 4 atletas (2 por gênero). As sete melhores equipes no Troféu Marc Hodler de Esqui Cross-Country no Mundial Júnior de Esqui Nórdico de 2015 mais o país-sede (Noruega) puderam contar com a delegação máxima. As vagas restantes foram distribuídas entre os países não classificados, que tiveram direito a uma quota mínima de 1 atleta, ou masculino ou feminino. O limite de vagas foi de 90 atletas.

### Sumário
A distribuição das vagas está abaixo.
| CONs                     | Masculino | Feminino | Total |
| ------------------------ | --------- | -------- | ----- |
| GER Alemanha             | 2         | 2        | 4     |
| AND Andorra              |           | 1        | 1     |
| ARG Argentina            | 1         |          | 1     |
| ARM Armênia              | 1         |          | 1     |
| AUS Austrália            | 1         | 1        | 2     |
| AUT Áustria              | 1         | 1        | 2     |
| BEL Bélgica              | 1         |          | 1     |
| BLR Bielorrússia         | 1         | 1        | 2     |
| BIH Bósnia e Herzegovina | 1         | 1        | 2     |
| BRA Brasil               | 1         |          | 1     |
| BUL Bulgária             | 1         | 1        | 2     |
| CAN Canadá               | 1         | 1        | 2     |
| KAZ Cazaquistão          | 1         | 1        | 2     |
| CHN China                | 1         | 1        | 2     |
| KOR Coreia do Sul        | 1         | 1        | 2     |
| CRO Croácia              | 1         | 1        | 2     |
| DEN Dinamarca            | 1         |          | 1     |
| SVK Eslováquia           | 1         | 1        | 2     |
| SLO Eslovênia            | 2         | 2        | 4     |
| ESP Espanha              | 1         | 1        | 2     |
| USA Estados Unidos       | 1         | 1        | 2     |
| EST Estônia              | 1         | 1        | 2     |
| FIN Finlândia            | 2         | 2        | 4     |
| FRA França               | 2         | 2        | 4     |
| GRE Grécia               | 1         |          | 1     |
| HUN Hungria              | 1         |          | 1     |
| ISL Islândia             | 1         |          | 1     |
| ITA Itália               | 1         | 1        | 2     |
| JPN Japão                | 1         | 1        | 2     |
| LAT Letônia              | 1         | 1        | 2     |
| LTU Lituânia             | 1         |          | 1     |
| MDA Moldávia             | 1         |          | 1     |
| MGL Mongólia             | 1         |          | 1     |
| NOR Noruega              | 2         | 2        | 4     |
| POL Polônia              | 1         | 1        | 2     |
| CZE Chéquia              | 1         | 1        | 2     |
| MKD Macedônia do Norte   | 1         |          | 1     |
| ROU Romênia              | 1         | 1        | 2     |
| RUS Rússia               | 2         | 2        | 4     |
| SRB Sérvia               |           | 1        | 2     |
| SWE Suécia               | 2         | 2        | 4     |
| SUI Suíça                | 2         | 2        | 4     |
| TUR Turquia              | 1         | 1        | 2     |
| UKR Ucrânia              | 1         | 1        | 2     |
| Total de atletas         | 50        | 40       | 90    |
| Total de CONs            | 42        | 32       | 44    |

## Medalhistas
Masculino
| Evento                          | Ouro                              | Prata                             | Bronze                      |
| ------------------------------- | --------------------------------- | --------------------------------- | --------------------------- |
| Sprint clássico detalhes        | Thomas Helland Larsen NOR Noruega | Magnus Kim KOR Coreia do Sul      | Vebjørn Hegdal NOR Noruega  |
| Largada coletiva 10 km detalhes | Magnus Kim KOR Coreia do Sul      | Vebjørn Hegdal NOR Noruega        | Igor Fedotov RUS Rússia     |
| Cross-country cross detalhes    | Magnus Kim KOR Coreia do Sul      | Thomas Helland Larsen NOR Noruega | Lauri Mannila FIN Finlândia |

Feminino
| Evento                         | Ouro                        | Prata                       | Bronze                           |
| ------------------------------ | --------------------------- | --------------------------- | -------------------------------- |
| Sprint clássico detalhes       | Johanna Hagström SWE Suécia | Yuliya Petrova RUS Rússia   | Martine Engebretsen NOR Noruega  |
| Largada coletiva 5 km detalhes | Maya Yakunina RUS Rússia    | Chi Chunxue CHN China       | Rebecca Immonen FIN Finlândia    |
| Cross-country cross detalhes   | Moa Lundgren SWE Suécia     | Johanna Hagström SWE Suécia | Laura Chamiot Maitral FRA França |

## Quadro de medalhas
| Ordem | País              | Medalha de ouro | Medalha de prata | Medalha de bronze |    |
| ----- | ----------------- | --------------- | ---------------- | ----------------- | -- |
| 1     | KOR Coreia do Sul | 2               | 1                |                   | 3  |
|       | SWE Suécia        | 2               | 1                |                   | 3  |
| 3     | NOR Noruega       | 1               | 2                | 2                 | 5  |
| 4     | RUS Rússia        | 1               | 1                | 1                 | 3  |
| 5     | CHN China         |                 | 1                |                   | 1  |
| 6     | FIN Finlândia     |                 |                  | 2                 | 2  |
| 7     | FRA França        |                 |                  | 1                 | 1  |
| TOTAL | TOTAL             | 6               | 6                | 6                 | 18 |